# Миллер, Алекс (футболист)
Алекс Миллер (англ. Alex Miller; 4 июля 1949, Глазго, Шотландия) — шотландский футбольный тренер и футболист.

## Карьера

### Клубная
В качестве игрока 15 лет выступал за шотландский «Рейнджерс».

### Тренерская
Как главный тренер выиграл Кубок шотландской лиги в 1991 году с клубом «Хиберниан». Работал в «Ливерпуле» на протяжении девяти лет сначала в качестве руководителя скаутской группы, затем с 2004 года вторым тренером основной команды. Тренировал клубы «Хиберниан», «Абердин», японский «ДЖЕФ Юнайтед Итихара Тиба». С 2010 по 2011 годы Миллер возглавлял шведский АИК. В январе 2012 года подписал контракт с новосибирским клубом «Сибирь», став при этом первым тренером в российском футболе из Великобритании. Но уже 20 апреля 2012 «Сибирь» расторгла контракт с Миллером из-за неудовлетворительных результатов.

## Статистика
| Клуб        | С          | По         | Игры | Победы | Проигрыши | Ничьи |
| ----------- | ---------- | ---------- | ---- | ------ | --------- | ----- |
| Сент-Миррен | 01-08-1983 | 16-12-1986 |      |        |           |       |
| Хиберниан   | 15-11-1986 | 30-09-1996 |      |        |           |       |
| Абердин     | 21-11-1997 | 08-12-1998 | 43   | 11     | 19        | 13    |
| АИК         | 22-06-2010 | 10-11-2010 | 24   | 9      | 11        | 4     |
| Сибирь      | 10-01-2012 | 20-04-2012 | 9    | 1      | 5         | 3     |